# رالف مارش
رالف مارش (بالإنجليزية: Ralph Marsh)‏ هو نقابي أسترالي، ولد في 3 سبتمبر 1909، وتوفي في 9 مايو 1989.